# Maison au Raisin doré
La maison Au Raisin doré ou A la Grappe dorée (en tchèque Dům U Zlatého hroznu, parfois Modrého hroznu, Au Raisin Bleu) est une maison baroque située dans le quartier de Nový Svět, à l'angle des rues Nový svět et Kapucínská à Hradčany à Prague.

## Histoire
Ce petit palais bourgeois a été construit sur un terrain irrégulier en 1694 par Abraham Unkoffer, un citoyen de Hradčany, sur le site d’un bâtiment médiéval antérieur qui a subi de grands dommages pendant la guerre de Trente Ans, notamment pendant le siège suédois de Prague. Unkoffer a fait décorer le bâtiment de fresques, de plafonds peints et de miroirs vénitiens. Le pianiste et compositeur Rudolf Friml y a vécu.